# アルプス技研
株式会社アルプス技研（アルプスぎけん、英: Altech Corporation）は、技術者の派遣事業（アウトソーシング）、技術プロジェクトの受託事業（開発、設計、試作、製造、評価など）を行っている企業である。本社は神奈川県横浜市西区に所在する。

## 沿革
- 1968年7月、松井設計事務所創業（創業者:松井利夫）。
- 1971年1月、有限会社アルプス技研設立。
- 1981年3月、株式会社化し、現社名となる。
- 1986年4月、技術研修部門を子会社「（株）技術研修センター」（現:（株）アルプスビジネスサービス）として設立
- 1996年6月、株式を店頭公開。
- 2000年9月、東京証券取引所2部上場。
- 2004年12月、東京証券取引所1部指定替え。
- 2016年9月、「株式会社パナR&D」を連結子会社化
- 2018年4月、子会社「株式会社アグリ&ケア」を設立
- 2020年7月、「株式会社デジタル・スパイス」を子会社化
- 2022年4月、東京証券取引所の市場区分見直しに伴いプライム市場へ移行。
- 2023年4月、子会社（株）パナＲ＆Ｄの受託部門を子会社（株）デジタル・スパイスに承継させる吸収分割を実施。また（株）パナＲ＆Ｄの受託部門以外を（株）アルプス技研が吸収合併。
- 2025年5月、南魚沼市坂戸に株式会社アルプスリージョナルパートナーズ〈事業内容:国及び地方自治体等の政策や社会課題解決等に関するコンサルティング事業、宿泊事業、宴会事業、結婚式事業など〉を設立。

## 連結子会社
- アルプスビジネスサービス（神奈川県相模原市）
- パナR&D（東京都渋谷区）
- アルプスアグリキャリア（神奈川県相模原市）
- アルプスリージョナルパートナーズ〈新潟県南魚沼市〉
- デジタル・スパイス（長野県諏訪市）
- アルプスケアハート（神奈川県相模原市）
- DONKEY（神奈川県相模原市）
- ALPSGIKEN TAIWANCO.,LTD.（台湾台北市）
- ALTECH SHANGHAI CO.,LTD.(CHINA)（中華人民共和国上海市）

## テレビ番組
- 日経スペシャル カンブリア宮殿 「企業は"人"なり ～組織を強くする、社員の育て方とは～」（2008年4月14日、テレビ東京）- 出演：創業者 松井利夫[3]。

## 提供番組
原則年末年始の特別番組を中心に提供している。
- 出没!アド街ック天国（テレビ東京系列、2022年4月 - ）
- 所さんお届けモノです!（毎日放送制作・TBS系列、2021年4月 - 2022年3月）

## 書籍

### 関連書籍
- 『逆境こそが経営者を強くする』（著者:松井利夫）（2002年12月28日、東洋経済新報社）ISBN 9784492501030
- 『逃げるな、驕るな、甘えるな！』（著者:松井利夫）（2004年11月13日、日経BP社）ISBN 9784822210212
- 『克己と感謝と創造 起業家人生を貫く信念』（著者:松井利夫）（2024年3月25日、神奈川新聞社）ISBN 9784876456796